# マッカーニョ
マッカーニョ（イタリア語: Maccagno）は、イタリア共和国ロンバルディア州ヴァレーゼ県マッカーニョ・コン・ピーノ・エ・ヴェッダスカにある分離集落（フラツィオーネ）。
かつては独立した自治体（コムーネ）であったが、2014年2月4日、ピーノ・スッラ・スポンダ・デル・ラーゴ・マッジョーレ、ヴェッダスカと合併し、新自治体の一部となった。

## 地理

### 位置・広がり

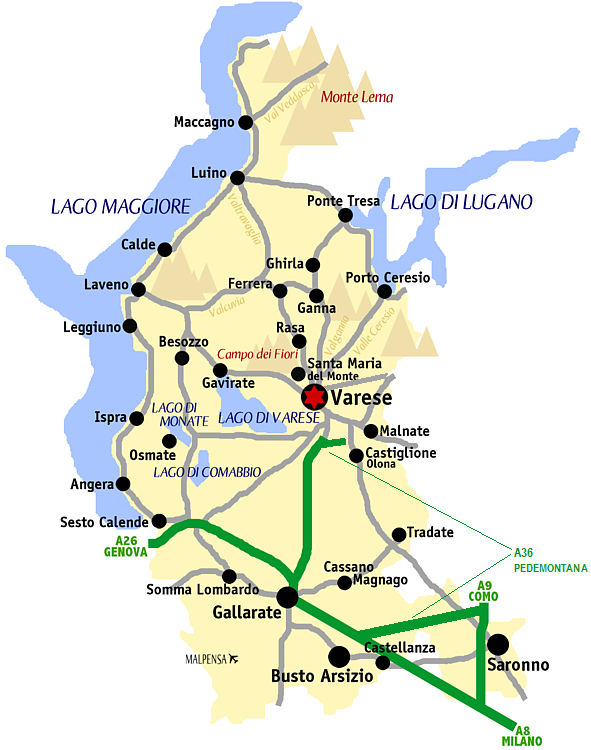
ヴァレーゼ県概略図

#### 隣接コムーネ
コムーネとしてのマッカーニョは、以下のコムーネと隣接していた。括弧内のVBはヴェルバーノ・クジオ・オッソラ県所属。
- アグラ
- カンノービオ (VB)
- ドゥメンツァ
- ルイーノ
- ピーノ・スッラ・スポンダ・デル・ラーゴ・マッジョーレ
- トロンツァーノ・ラーゴ・マッジョーレ
- ヴェッダスカ